# 싱가포르 MRT 남북선

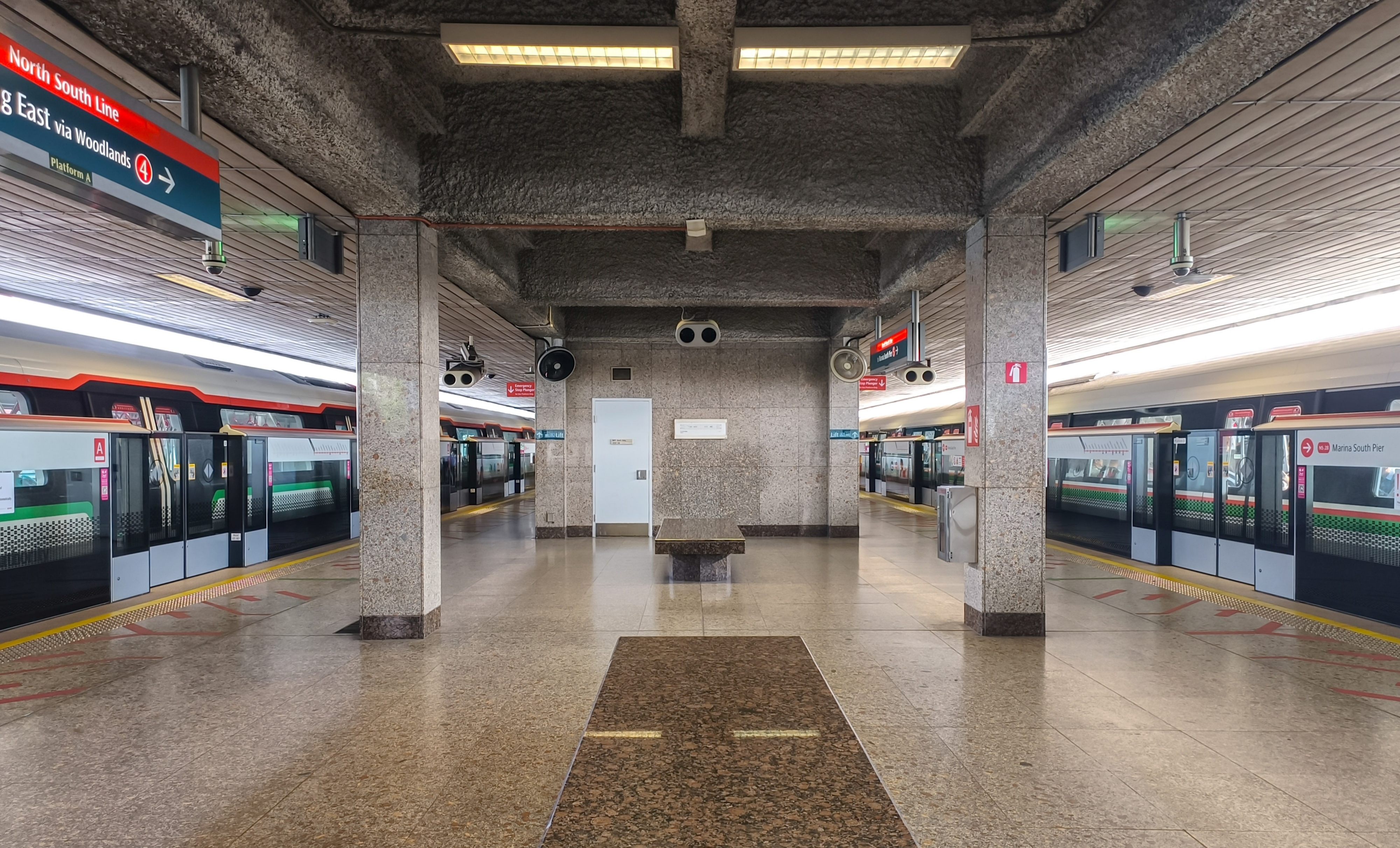

싱가포르 MRT 남북선(영어: North South Line 노스사우스 라인[*])은 싱가포르 MRT 노선 가운데 하나이다. 역 수는 27개이고 영업 거리는 44km이다. 기점에서 종점까지 한 시간쯤 걸리고 노선색은 빨강이다.
이 선은 싱가포르의 남부와 서부를 연접한다. 레플스 프래이스(Raffles Place)역, 시티 홀(City Hall)역과 주롱 이스트(Jurong East)역에서 싱가포르 MRT 동서선으로 갈아탈 수 있고, 도비 고트(Dhoby Ghaut)역에서 싱가포르 MRT 노스이스트선으로 갈아탈 수 있다. 비샨(Bishan)역, 도비 고트(Dhoby Ghaut)역과 마리나 베이(Marina Bay)역에서 서클 선으로 갈아탈 수 있다.뉴턴(Newton)역에서 다운타운 선(Downtown Line)으로 갈아탈 수 있고 우드렌드(Woodlands)역, 오차드(Orchard)역과 마리나 베이(Marina Bay)역에서 톰슨-이스트 코스트 선으로 갈아 탈 수 있다.

## 역사
- 1987년 11월 7일 - 이오추캉 역 ~ 토아파요 역 구간 개통
- 1987년 12월 12일 - 토아파요 역 ~ 래플스 플레이스 역 구간 개통
- 1988년 12월 31일 - 이오추캉 역 ~ 이슌 역 구간 개통
- 1989년 11월 4일 - 래플스 플레이스 역 ~ 마리나 베이 역 구간 개통
- 1990년 3월 10일 - 주롱 지선 주롱 이스트 역 ~ 초아추캉 역 구간 개통
- 1996년 2월 10일 - 이슌 역 ~ 초아추캉 역 구간 개통, 주롱 지선 주롱 이스트 역 ~ 초아추캉 역 구간 남북선으로 통합됩니다
- 2014년 11월 23일 - 마리나 베이 역 ~ 마리나 사우스 피어 역 구간 개통
- 2019년 11월 2일 - 캔버라 역 개통

## 역 목록
| 역번호 | 역명               | 역명              | 역명       | 역명           | 환승                               | 거리 (km) | 거리 (km) |
| 역번호 | 한국어             | 영어              | 중국어     | 타밀어         | 환승                               | 거리 (km) | 거리 (km) |
| ------ | ------------------ | ----------------- | ---------- | -------------- | ---------------------------------- | --------- | --------- |
| 남북선 |                    |                   |            |                |                                    |           |           |
| NS1    | 주롱 이스트        | Jurong East       | 裕廊东     | ஜூரோங் கிழக்கு       | ● 동서선 ● 주롱지역선 (공사중)     |           |           |
| NS2    | 부킷 바톡          | Bukit Batok       | 武吉巴督   | புக்கிட் பாத்தோக்      |                                    |           |           |
| NS3    | 부킷 곰박          | Bukit Gombak      | 武吉甘柏   | புக்கிட் கோம்பாக்      |                                    |           |           |
| NS4    | 초아추캉           | Choa Chu Kang     | 蔡厝港     | சுவா சூ காங்        | ● 부킷판장선 ● 주롱지역선 (공사중) |           |           |
| NS5    | 유티               | Yew Tee           | 油池       | இயூ டீ           |                                    |           |           |
| NS6    | 숭에이 카둣        | Sungei Kadut      | 双溪加株   | சுங்கை காடூட்        | ● 다운타운선 (계획중)              |           |           |
| NS7    | 크란지             | Kranji            | 克兰芝     | கிராஞ்சி           |                                    |           |           |
| NS8    | 마실링             | Marsiling         | 马西岭     | மார்சிலிங்          |                                    |           |           |
| NS9    | 우드랜즈           | Woodlands         | 兀兰       | ஊட்லண்ட்ஸ்         | ● 톰슨-이스트 코스트선             |           |           |
| NS10   | 애드미럴티         | Admiralty         | 海军部     | அட்மிரல்ட்டி        |                                    |           |           |
| NS11   | 셈바왕             | Sembawang         | 三巴旺     | செம்பாவாங்          |                                    |           |           |
| NS12   | 캔버라             | Canberra          | 坎贝拉     | கென்பரா           |                                    |           |           |
| NS13   | 이슌               | Yishun            | 义顺       | யீஷூன்            |                                    |           |           |
| NS14   | 카팁               | Khatib            | 卡迪       | காதிப்            |                                    |           |           |
| NS15   | 이오추캉           | Yio Chu Kang      | 杨厝港     | இயோ சூ காங்        |                                    |           |           |
| NS16   | 앙모키오           | Ang Mo Kio        | 宏茂桥     | அங் மோ கியோ        | ● 크로스아일랜드선 (공사중)        |           |           |
| NS17   | 비샨               | Bishan            | 碧山       | அபீஷான்           | ● 서클선                           |           |           |
| NS18   | 브래들             | Braddell          | 布莱德     | பிரேடல்           |                                    |           |           |
| NS19   | 토아 파요          | Toa Payoh         | 大巴窑     | தோ பாயோ           |                                    |           |           |
| NS20   | 노비나             | Novena            | 诺维娜     | நொவீனா            |                                    |           |           |
| NS21   | 뉴턴               | Newton            | 纽顿       | நியூட்டன்          | ● 다운타운선                       |           |           |
| NS22   | 오차드             | Orchard           | 乌节       | ஆர்ச்சர்ட்         | ● 톰슨-이스트코 스트선             |           |           |
| NS23   | 서머셋             | Somerset          | 索美塞     | சாமர்செட்          |                                    |           |           |
| NS24   | 도비 고트          | Dhoby Ghaut       | 多美歌     | டோபி காட்          | ● 동북선 ● 서클선                  |           |           |
| NS25   | 시청               | City Hall         | 政府大厦   | நகர மண்டபம்      | ● 동서선                           |           |           |
| NS26   | 래플스 플레이스    | Raffles Place     | 莱佛士坊   | ராஃபிள்ஸ் பிளேஸ்      | ● 동서선                           |           |           |
| NS27   | 마리나 베이        | Marina Bay        | 滨海湾     | மரீனா பே          | ● 서클선 ● 톰슨-이스트 코스트선    |           |           |
| NS28   | 마리나 사우스 피어 | Marina South Pier | 滨海南码头 | மரினா சவுத் படகுத்துறை |                                    |           |           |

## 같이 보기
- 싱가포르 MRT